# Cirurgia espiritual

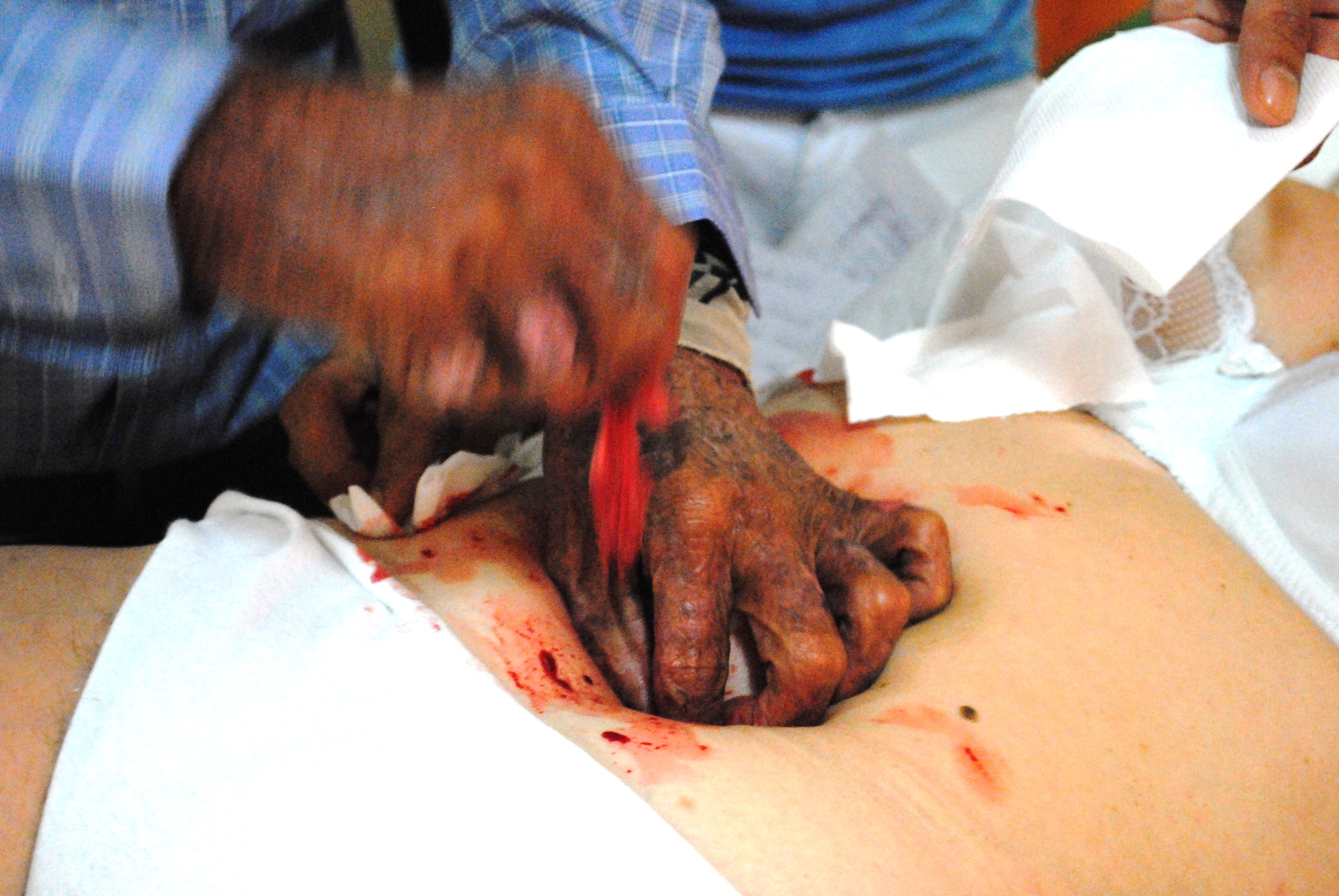
Uma suposta cirurgia espiritual

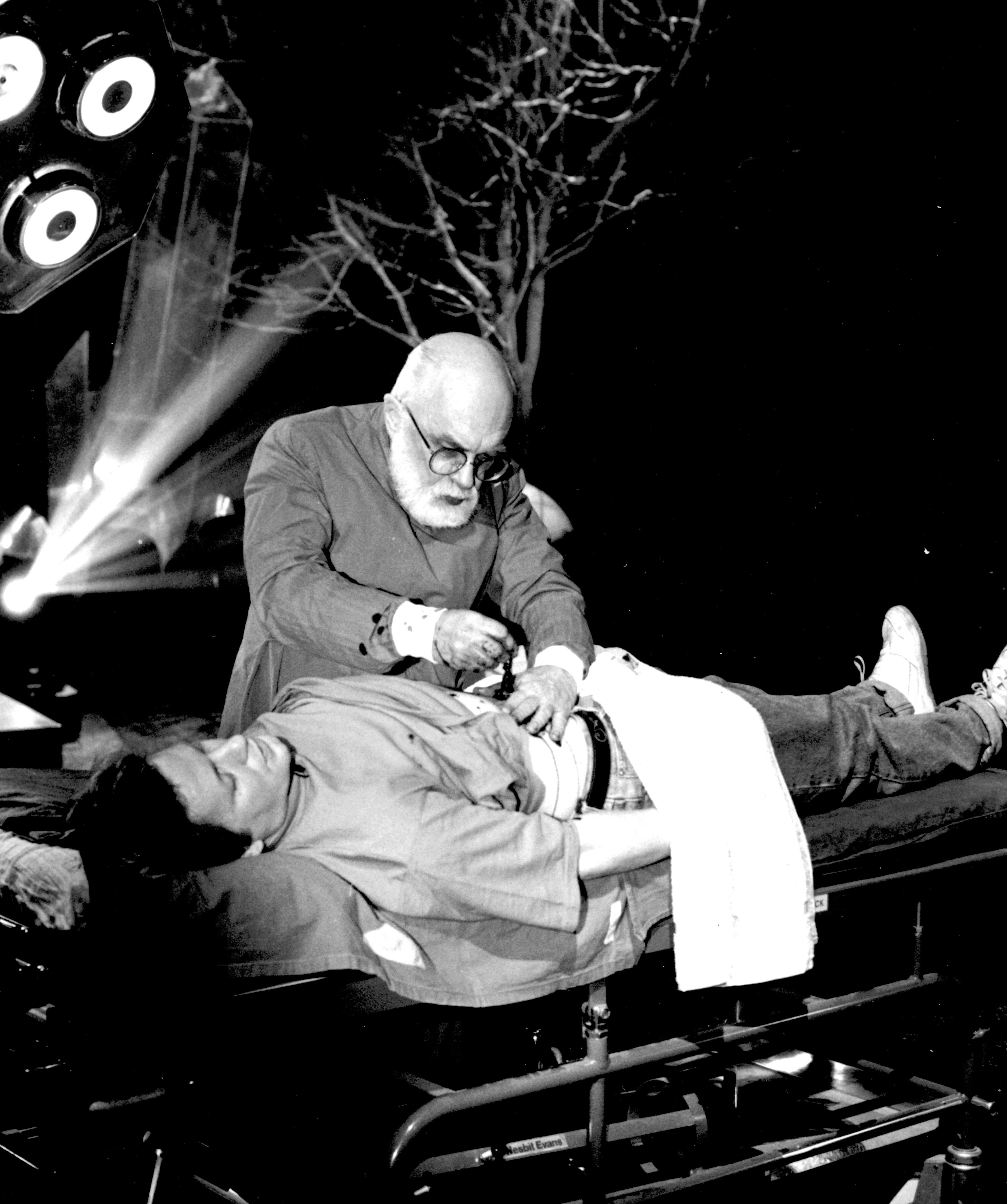
James Randi usando prestidigitação para duplicar uma "cirurgia psíquica" no programa Open Media, uma série da ITV, 1991

Cirurgia espiritual ou cirurgia psíquica é um tipo de fraude médica e pseudocientífica em que o praticante cria a ilusão de realizar uma cirurgia com suas próprias mãos ou instrumentos rústicos.
A Federal Trade Comission [en] dos Estados Unidos denunciou o procedimento como "uma completa farsa" e a Sociedade Americana do Câncer afirma que a cirurgia psíquica pode causar mortes desnecessárias por manter o doente distante de cuidados médicos que podem salvar vidas. Profissionais de saúde e céticos classificam a cirurgia espiritual como um tipo de ilusionismo que não produz resultados positivos além do efeito placebo. A prática surgiu em meados do século XX em comunidades espiritualistas das Filipinas e do Brasil e tem tomado caminhos diferentes nos dois países.

## História
Os registros de cirurgias espirituais começaram a aparecer nas comunidades espiritualistas das Filipinas e do Brasil em meados do século XX.

### Filipinas
Nas Filipinas, o procedimento foi observado pela primeira vez na década de 1940, quando era realizada rotineiramente por Eleuterio Terte. Terte e seu pupilo Tony Agpaoa [en] treinaram outros neste procedimento, muitos dos quais eram associados à Union Espiritista Christiana de Filipinas.
Em 1959, o procedimento chamou atenção do público nos Estados Unidos com a divulgação do livro Into the Strange Unknown, de Ron Ormond e Ormond McGill. Os autores chamaram a prática de "cirurgia da quarta dimensão," e escreveram: "ainda não sabemos o que pensar; mas nós temos filmagens para mostrar que isto não era o trabalho de qualquer mágico normal, e poderia muito bem ser apenas o que os Filipinos disseram que era — um milagre de Deus realizado por um cirurgião da quarta dimensão."
Em "...1973, um grupo de médicos, cientistas e parapsicólogos visitou as Filipinas para estudarem um fenômeno que estava causando o maior furor entre os profissionais de saúde ...  Cirurgiões psíquicos filipinos, também conhecidos como curandeiros espirituais/magnéticos."
Alex Orbito, que se tornou conhecido nos Estados Unidos por sua associação com a atriz Shirley MacLaine, foi um praticante do procedimento. Em junho de 2005, Orbito foi preso pelas autoridades do Canadá e indiciado por fraude. Em janeiro de 2006 as acusações foram retiradas e isto mostrou que seria improvável que Orbito poderia ser condenado.
As cirurgias psíquicas foram manchete nos tablóides dos EUA em março de 1984, quando o artista Andy Kaufman, diagnosticado com um tipo raro de câncer de pulmão, viajou para as Filipinas para um curso de seis semanas em cirurgia psíquica. O praticante Jun Labo alegou ter removido grandes tumores cancerosos e Kaufman declarou que ele acreditava que o câncer tinha sido removido. Kaufman morreu de insuficiência renal como consequência de uma metástase do câncer de pulmão, em 16 de maio de 1984.

### Brasil
As origens da prática no Brasil são obscuras, mas desde o final da década de 1950 "curandeiros espirituais" realizavam cirurgias espirituais no país. Muitos deles eram associados com o Espiritismo, um grande movimento espiritualista tipicamente brasileiro, e alegavam realizar suas operações apenas como canais para os supostos espíritos de médicos mortos.
Um conhecido curandeiro brasileiro que  realizava cirurgias psíquicas foi Zé Arigó, que alegava canalizar um médico fictício de nome Dr. Fritz. Ao contrário da maioria dos outros curandeiros psíquicos, que operavam com as mãos, Arigó usava lâminas não-cirúrgicas. Outros curandeiros psíquicos que alegavam incorporar o mesmo "Dr. Fritz" foram Edson Queiroz e Rubens Farias Jr.. João Teixeira de Faria, também conhecido como João de Deus, um charlatão que operava em Abadiânia, no estado de Goiás, antes de ser condenado por inúmeros abusos sexuais.

### América do Norte
Na década de 1970, uma forma específica de cirurgia conhecida como odontologia psíquica surgiu na América. Willard Fuller foi o mais conhecido defensor. Foi alegado que Fuller poderia fazer obturações dentárias aparecerem espontaneamente, mudar prata em ouro nas obturações, endireitar dentes tortos ou produzir novos dentes. No entanto, mágicos e céticos têm descoberto que essas afirmações não são suportadas por evidências sólidas. Um dentista examinou alguns pacientes de Fuller. Um caso milagroso de obturações de ouro acabou por ser resultado de manchas por tabaco. Em outro caso, um paciente do sexo feminino que havia relatado uma milagrosa nova obturação de prata admitiu que ela tinha esquecido que a obturação já estava lá.

## Críticas médica e jurídica
Em 1975, a Federal Trade Commission [en] (FTC) declarou que a "cirurgia psíquica' "não é nada mais que uma completa farsa"." O juiz Daniel H. Hanscom, concedendo uma liminar da FTC contra agências de viagens promovendo romarias para cirurgias psíquicas, declarou: "a cirurgia espiritual é pura e absoluta falsidade. "Cirurgias' por cirurgiões psíquicos ... com suas próprias mãos são simplesmente falsas."
A FTC declarou:
Verificou-se que a "cirurgia psíquica" é puro fingimento. O corpo não é aberto, nenhuma "cirurgia" é realizada com as mãos nuas ou com qualquer outra coisa, e nada é removido do corpo. Toda a "operação" é uma flagrante fraude perpetrada por artimanha-de-mão e truques similares.
 Em 1990, a Sociedade Americana do Câncer , afirmou que "não foi encontrada nenhuma evidência de que a 'cirurgia psíquica' resulta em benefício objetivo no tratamento de qualquer condição médica" e recomendando enfaticamente que as pessoas doentes não procurem o tratamento por cirurgia psíquica.
A British Columbia Cancer Agency [en] também "exorta enfaticamente que as pessoas que estão doentes não devem procurar tratamento com cirurgião espiritual."
Embora não seja diretamente perigosa para o paciente, a crença nos supostos benefícios da cirurgia espiritual pode levar a um risco considerável para os indivíduos com doenças diagnosticadas. Eles podem atrasar ou renunciar ao tratamento médico convencional, que pode ter consequências fatais.

## Acusações de fraude
O médico William Nolen investigou a cirurgia psíquica e seu livro Healing: A Doctor in Search of a Miracle (1974) revelou muitos casos de fraude. Tony Agpaoa, um famoso cirurgião psíquico por várias vezes foi detectado usando malandragens.
O mágico cético James Randi afirma que a cirurgia espiritual é um tipo de  prestidigitação com abuso de confiança. Ele disse que em observações pessoais do procedimento, e em filmes que o mostram ele pode destacar os movimentos com as mãos  que são evidentes para mágicos experientes, mas que podem enganar um observador casual. Randi replicou as aparências de uma cirurgia espiritual através do uso de truques de mão. Outro mágico profissional, Milbourne Christopher, investigou cirurgiões psíquicos em ação e também constatou o uso da prestidigitação. Na série Mindfreak, no episódio "Otário," o ilusionista Criss Angel faz uma "cirurgia espiritual", mostrando em primeira mão como isto pode ser feito usando sangue falso, sacos de plástico e fígado frango.[carece de fontes?]
Randi diz que o curandeiro pode juntar ou beliscar levemente a pele sobre a área a ser tratada. Quando sua mão espalmada é colocada sob a pele, parece que o praticante está realmente penetrando no corpo do paciente. O curador poder ter preparado antecipadamente pequenas pelotas ou sacos com tecidos de animais que seriam ocultados pela mão ou escondidos debaixo da mesa, em lugar fácil alcance. Esta matéria orgânica simularia o tecido "doente" que teria sido removido. Se o curandeiro quer simular sangramento ele pode espremer uma bexiga com sangue de animal ou uma esponja embebida. Se feito corretamente, este procedimento pode enganar tanto os pacientes quanto os observadores. No entanto, alguns procedimentos de "cirurgia psíquica" não devem depender exclusivamente da "prestidigitação" descritas, pois o curandeiro João de Deus também faz incisões na pele de suas vítimas com instrumentos cirúrgicos sem esterilização, como bisturis, para aumentar a ilusão.
John Taylor escreveu que a cirurgia psíquica não é real porque a explicação de fraude é altamente provável em todas as operações. Os praticantes usam  técnicas de prestidigitação para produzir sangue e assemelhados, tecido de animais ou substitutos, e/ou vários objetos externos a partir das dobras de pele do paciente, como parte de um abuso de confiança para benefício financeiro.

O escritor de ciência Terence Hines afirmou:
A "operação" começa como a mão aparece para inserir o paciente de barriga. Isso é feito criando uma impressão na barriga empurrando para baixo e flexionando os dedos lentamente em um punho dedos, assim, parecem estar se movendo no ventre, mas na verdade estão simplesmente escondido atrás da mão. O sangue que mais disfarça o verdadeiro movimento dos dedos e adiciona o drama e o processo pode vir de duas fontes. É um falso polegar, usado sobre a real polegar e preenchido com um líquido vermelho. Tal falso polegar é comum um mágico implementar. O sangue também pode ser passado para o cirurgião em balões vermelhos escondidos em algodão psíquica cirurgião está usando, o algodão e a sua oculta o conteúdo a ser transmitido a ele por um "assistente". Os bits de "tumor" também pode ser passado para o cirurgião psíquico desta forma, ou escondido no falso polegar... "tumor" material passa a ser de frango intestinos ou similar restos de animais. O sangue é sangue de animais ou de corante vermelho.
Dois "cirurgiões psíquicos" testemunharam em um julgamento da Comissão Federal de Comércio dos Estados Unidos que a matéria orgânica supostamente removida dos pacientes geralmente consiste de tecido animal e coágulos de sangue.

## Leituras complementares
- Gordon, Henry. (1988). Extrasensory Deception: ESP, Psychics, Shirley MacLaine, Ghosts, UFOs. Macmillan of Canada. ISBN 0-7715-9539-5
- Nolen, William. (1974). Healing: A Doctor in Search of a Miracle. New York: Random House. ISBN 0-394-49095-9
- Randi, James. (1982). Flim-Flam! Psychics, ESP, Unicorns, and Other Delusions. Prometheus Books. ISBN 0-87975-198-3
- Taylor, John. (1980). Science and the Supernatural: An Investigation of Paranormal Phenomena Including Psychic Healing, Clairvoyance, Telepathy, and Precognition by a Distinguished Physicist and Mathematician. Temple Smith. ISBN 0-85117-191-5